# Adırnaz Çayı
Der Adırnaz Çayı ist ein rechter Nebenfluss des Simav Çayı im Nordwesten der Türkei.
Der Adırnaz Çayı bildet unterhalb der Einmündung des Orhaneli Çayı den antiken Fluss Rhyndakos.
Der Fluss trägt auf den verschiedenen Flussabschnitten unterschiedliche Namen: Emet Çayı, Alıova Çayı, Mustafakemalpaşa Çayı und Uluabat Deresi.
Der Fluss hat sein Quellgebiet 17 km nördlich von Gediz in der Provinz Kütahya. Er fließt anfangs als Emet Çayı in überwiegend nördlicher Richtung. Er passiert Hisarcık und fließt westlich an Emet vorbei. Anschließend wendet er sich nach Nordwesten und fließt entlang der Provinzgrenze zwischen Balıkesir und Bursa. Ab Hopanlar folgt die Fernstraße D230 dem Flusslauf über eine Strecke von 20 km. Oberhalb der Ortschaft Devecikonağı wird der Fluss von der Devecikonağı-Talsperre zur Wasserkraftnutzung aufgestaut. Unterhalb von Devecikonağı mündet der Orhaneli Çayı von rechts in den Fluss. Der Adırnaz Çayı durchfließt als Mustafakemalpaşa Çayı die Stadt Mustafakemalpaşa und mündet in das südwestliche Ufer des Sees Uluabat Gölü. Am Westufer verlässt er diesen wieder. Er passiert als Uluabat Deresi den Ort Uluabat, das antike Lopadium. Dort überspannte die spätantike Konstantinbrücke den Fluss. Heute sind noch Reste der Brückenpfeiler vorhanden. Schließlich mündet der Adırnaz Çayı östlich der Stadt Karacabey in den nach Norden strömenden Simav Çayı.